# Fractal de Vicsek

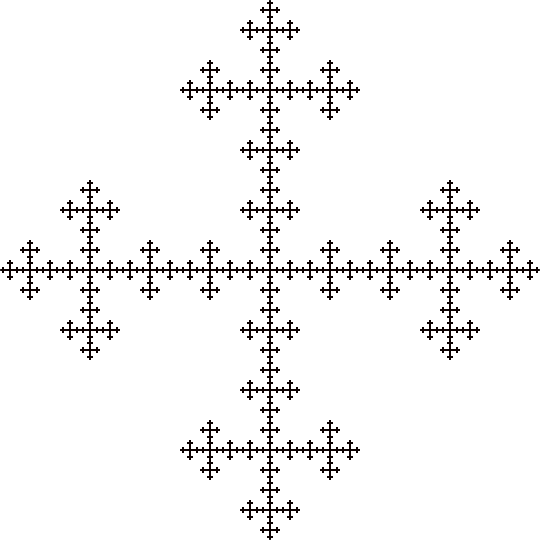
4a iteració del fractal de Vicsek (en forma de creu).

En matemàtiques, el fractal de Vicsek, també anomenat caixa fractal i floc de neu de Vicsek, és un fractal proposat per Tamás Vicsek. Té una construcció semblant a la de la catifa de Sierpinski i la seva dimensió de Hausdorff-Bezikóvitx és {\displaystyle log(5)/log(3)\approx 1,46497}. Es fa servir en les antenes, particularment en les de telefonia mòbil.
El terme box fractal també fa referència a diversos fractals iterats a partir d'una quadrícula, on a cada iteració s'eliminen diversos quadres, i els presents o bé els absents tenen la imatge anterior reduïda i dibuixada al seu interior. El triangle de Sierpinski pot ser aproximat per un box fractal de 2x2 eliminant una cantonada, i la catifa de Sierpinski amb un de 3x3 i eliminant el quadre del mig.

## Construcció
Per construir el fractal de Vicsek en forma de creu se segueixen els següents passos: 
1. La construcció comença amb un quadrat.
2. El quadrat es divideix en 9 quadrats iguals (quadrícula 3x3) i s'eliminen els quatre quadrats dels vèrtexs.
3. Es repeteix indefinidament el pas anterior en cadascun dels quadrats no eliminats al pas anterior.

Passos per construir el fractal en forma intercalada:
1. La construcció comença amb un quadrat.
2. El quadrat es divideix en nou quadrats iguals (quadrícula 3x3) i es conserven els quadrats dels vèrtexs i el central i s'eliminen els quatre quadrats restants.
3. Es repeteix indefinidament el pas anterior en cadascun dels quadrats no eliminats al pas anterior.

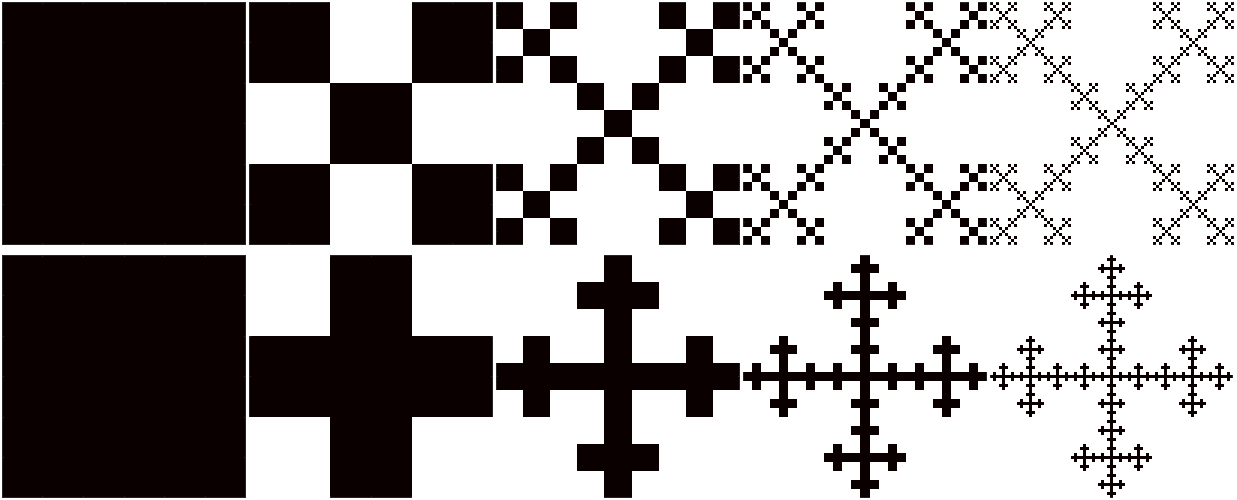
Primeres 4 iteracions del fractal de Vicsek en forma intercalada (superior) i en forma de creu (inferior) del fractal.

Les dues construccions produeixen corbes idèntiques al límit, però una està inclinada 45 graus respecte a l'altra.

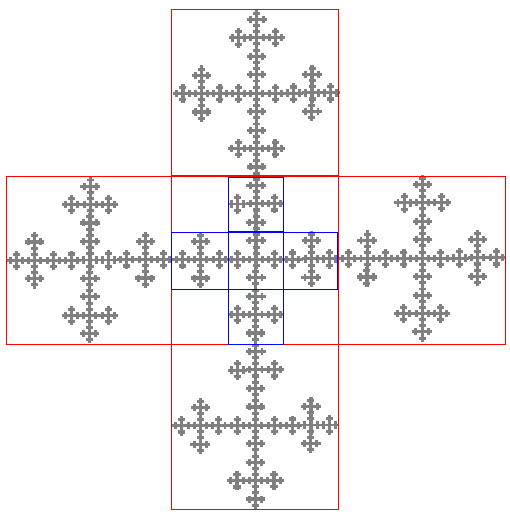
Autosimilitud del fractal en forma en creu.
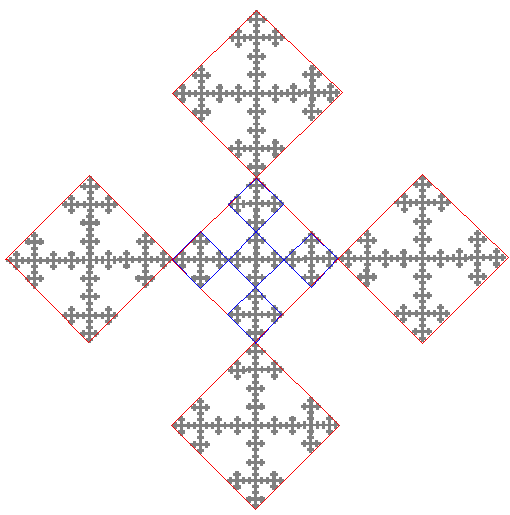
Autosimilitud del fractal en forma intercalada.

## Propietats
- El fractal de Vicsek (ambdues versions) presenta  autosimilitud exacta.
- Al pas {\displaystyle n} de la construcció del fractal en forma intercalada (començant per {\displaystyle n=0}), l'àrea del conjunt és {\displaystyle (5/9)^{n}} i, per tant, l'àrea del fractal ({\displaystyle n\rightarrow \infty }) és igual a 0. A més a més, el perímetre al pas {\displaystyle n} és {\displaystyle 4\cdot (5/3)^{n}} i, per tant, el perímetre del fractal és infinit.[3]
- La dimensió fractal i dimensió de Hausdorff-Besicovitch del fractal de Vicsek coincideixen pel fet de ser l'atractor d'un sistema de funcions iterades contractives amb raó 1/3.[4]
- El límit del fractal de Vicsek és la corba de Koch quadràtica de tipus 1.

## Anàlegs en dimensions superiors
Existeix un anàleg tridimensional del fractal de Vicsek. Es construeix mitjançant la subdivisió d'un cub en 27 cubs més petits, i l'eliminació de tots excepte la "creu central" (el cub central i els sis cubs adjacents). La seva dimensió de Hausdorff és {\displaystyle log(7)/log(3)\approx 1,7712}.
De forma similar al fractal bidimensional, aquesta figura té un volum igual a 0. En cada iteració es conserven 7 cubs de cada 27, el que significa un volum de {\displaystyle (7/27)^{n}} en la n-èssima iteració, que s'aproxima a 0 quan {\displaystyle n\rightarrow \infty }.
Existeix un nombre infinit de seccions de creu que produeixen el fractal bidimensional de Vicsek.

Animació tridimensional equivalent al fractal de Vicsek.
Relació entre el fractal de Vicsek i el Dosser fractal.